# Raymond Bussières
Pour les articles homonymes, voir Bussières.
Raymond Bussières est un acteur, scénariste et producteur français, né le 3 novembre 1907 à Ivry-la-Bataille (Eure) et mort le 29 avril 1982 dans le 18e arrondissement de Paris.

## Biographie

### Enfance
Marcel Raymond Bussières naît le 3 novembre 1907 à Ivry-la-Bataille, dans l'Eure. Il est le plus jeune enfant de parents originaires de Corrèze, Pierre Bussières et Marie Chataignier, tenant un bar-tabac dans la ville. Son père a été instituteur et s'est présenté à la députation de la Corrèze sous l'étiquette socialiste.
Raymond Bussières est élève au collège Rotrou de Dreux de 1920 à 1925 où il se lie d'amitié avec le futur peintre Maurice Buffet (1909-2000), il loge chez les parents de son ami Maurice Bernard qui est au collège avec lui et se lie d'amitié avec deux figures drouaises, lesquelles fréquentent aussi le même collège : Roger Lemonne et Louis Barbot qu'il va continuer à fréquenter pendant plusieurs décennies, notamment lors du tournage de La Carapate à Dreux, en avril 1978.

### Théâtre
À Dreux, Raymond Bussières monte de petites pièces de théâtre au Cercle laïque, notamment une parodie du Cid dans laquelle il incarne Rodrigue.
Il souhaite entreprendre des études de médecine mais sa mère n'a pas les moyens de les lui payer. Il travaille dès lors chez un métreur qui l'incite à passer le concours de dessinateur topographe à la ville de Paris ; un examen qu'il réussit.
Avec quelques amis, il fonde une troupe de théâtre, politiquement impliqué à gauche : « On y faisait de la propagande révolutionnaire. On avait appelé ça « le groupe Octobre » du nom de la Révolution soviétique. Il y avait une grève quelque part, hop, on débarquait avec notre répertoire politique ». Sur la suggestion de Paul Vaillant-Couturier au sujet de cette démarche théâtrale, il fait la connaissance de Jacques Prévert pour lui demander des textes à jouer. Quelque temps après, devenu son ami, celui-ci lui propose de faire de la figuration dans un film devant sortir en 1933, dont il a écrit le scénario : Ciboulette.

### Engagement politique à gauche

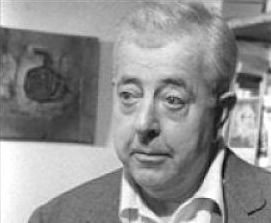
Le poète et scénariste Jacques Prévert, ami de longue date de Raymond Bussières.

Raymond Bussières fait partie des fondateurs du groupe Octobre pour lequel Jacques Prévert écrit de nombreux textes d'agitprop dans les années 1930. Le nom de ce groupe est proposé par Lou Bonin/Tchimoukow, en hommage à la Révolution d'Octobre russe.
Membre du Parti communiste français depuis 1926, Raymond se rend en 1933 en URSS avec Jacques Prévert et sa troupe de théâtre. En Espagne, il rencontre en 1936 les communistes des Brigades internationales. À son retour, il démissionne du Parti communiste « car on souffrait déjà du stalinisme » et il est « écœuré à tout jamais » par la façon dont se conduisent les communistes. 
Il devient par la suite, militant syndicaliste actif du syndicat des comédiens.

### Cinéma
Il obtient quelques petits rôles au cinéma tout en restant fonctionnaire à la ville de Paris. En 1936, il manque d'obtenir le rôle de Jacques, l'un des personnages du quatuor du fameux film de Julien Duvivier La Belle Équipe, aux côtés de Jean Gabin, Charles Vanel et Aimos ; il est finalement remplacé par un autre comédien du même âge que lui, Charles Dorat. Bussières, alors très engagé dans les événements du Front populaire de 1936, va toujours regretter de ne pas avoir participé à ce film qu'il adore.
Après des essais, il obtient en 1941 un rôle un peu plus consistant, pour le film Nous les gosses du réalisateur Louis Daquin. 
Embauché chez Pathé pour une durée de trois ans, il démissionne de la fonction publique.
Très tôt surnommé Bubu dans sa carrière, l'acteur apparaît dans plusieurs films populaires parmi lesquels on distingue d'Henri-Georges Clouzot, en 1941 L'assassin habite au 21 et en 1947 Quai des Orfèvres, ou encore de Jacques Becker, en 1951 Casque d'Or et en 1952 Les Belles de nuit, et de René Clair en 1956 Porte des lilas. Avec ces rôles marquants, il acquiert une certaine notoriété, notamment en Italie où il s'essaie dans quelques films, sans grand succès toutefois.
Sa gouaille, son accent de titi parisien font de lui parmi les acteurs les plus populaires des années 50 et 60, toujours employé en second rôle fort distingué. À la fin de sa carrière, dans Les Sous-doués, il interprète un vieil homme dont le rêve consiste à obtenir son baccalauréat ou encore dans L'Aile ou la Cuisse, dans lequel il est le chauffeur de Louis de Funès, dont il avait déjà partagé l'affiche dans Taxi, Roulotte et Corrida ; ces rôles lui procurent un certain regain de popularité.
En septembre 1981, quelques mois avant sa mort, il déclare : « On commence à se tasser mais la tête marche. On n'est pas des vieux cons. Je dois tout au hasard... Quand on était môme on était raide, il fallait marner. Moi j'ai grandi au milieu des prolos. Je leur dois beaucoup car c'est au contact de ces parigots qui réinventaient la langue française que j'ai créé mon personnage. C'est du mimétisme. »

### Vie privée
Raymond Bussières a pour épouse l’actrice Annette Poivre, qu'il surnomme « Poivron », rencontrée en 1943 sur la scène du théâtre où ils répétaient Une femme qu'a le cœur trop petit de Fernand Crommelynck. Son épouse joue très souvent dans les mêmes films que lui. 
Raymond Bussières est le père adoptif de la comédienne Sophie Sel, née d'un premier mariage d'Annette Poivre avec Jean-Marie Cassel, dont elle a divorcé le 2 novembre 1942. 
Ils habitent le 17e arrondissement de Paris, au 27 rue Cardinet, dans le quartier de la Plaine-Monceau. Son ami d'enfance Maurice Bernard vit dans un appartement du même immeuble; une proximité amicale qui va durer soixante années.
Il est amateur de pêche et pratique la chasse.

### Mort
Après trois semaines de coma consécutif à une crise cardiaque, Raymond Bussières meurt à l'hôpital Bichat, le 29 avril 1982, dans le 18e arrondissement de Paris. Il est inhumé à Marchenoir dans le Loir-et-Cher.

## Filmographie

### Acteur

#### Années 1930
- 1933 : Ciboulette de Claude Autant-Lara : un clochard
- 1934 : Sans famille de Marc Allégret : un complice de Driscoll
- 1934 : L'Hôtel du libre échange de Marc Allégret : Bob Chervet
- 1938 : Lumières de Paris de Richard Pottier : un danseur à la guinguette
- 1939 : Le Récif de corail de Maurice Gleize : l'infirmier

#### Années 1940
- 1941 : Romance de Paris de  Jean Boyer : un joueur
- 1941 : Nous les gosses de Louis Daquin : Gaston
- 1941 : Le Briseur de chaînes ou Mamouret de Jacques Daniel-Norman : le camelot
- 1942 : Opéra-Musette de René Lefèvre et Claude Renoir : le coiffeur
- 1942 : Le Mariage de Chiffon de Claude Autant-Lara : Marcel Férez
- 1942 : L'Assassin habite au 21  d'Henri-Georges Clouzot : Jean-Baptiste Turlot, le brocanteur
- 1943 : Port d'attache de Jean Choux : Fernand
- 1943 : Madame et le Mort de Louis Daquin : Griset
- 1943 : L'Escalier sans fin de Georges Lacombe : Fred
- 1943 : Adieu Léonard (La Bourse ou la vie)  de Pierre Prévert : le peintre
- 1943 : Ceux du rivage de Jacques Séverac : Domanger
- 1944 : Le Carrefour des enfants perdus de Léo Joannon : Marcel
- 1945 : Paméla (L'énigme du temple) de Pierre de Hérain : Gomin
- 1945 : Le Jugement dernier de René Chanas : Kroum
- 1946 : Vive la liberté de Jeff Musso : Jo
- 1946 : Les Portes de la nuit de Marcel Carné : Raymond Lécuyer, le cheminot
- 1947 : Les Deux Orphelins (I due orfanelli) de Mario Mattoli : M. Deval
- 1947 : Le Bataillon du ciel (film tourné en deux époques: Ce ne sont pas des anges et Terre de France) de Alexander Esway : Paname
- 1947 : Le Chanteur inconnu d'André Cayatte : Fernand
- 1947 : La Taverne du poisson couronné (Au poisson couronné) de René Chanas : Monseigneur
- 1947 : Quai des Orfèvres d'Henri-Georges Clouzot : Albert, le caïd menotté
- 1947 : Fausse Identité d'André Chotin : Achille
- 1947 : Face à la vie court métrage de René Chanas
- 1948 : Le Dernier Fiacre (Il Fiacre N. 13) : (film tourné en deux époques : Crime et Châtiment) : Jean Jeudi
- 1949 : Les Nouveaux Maîtres de Paul Nivoix : Victor Tricoudard
- 1949 : Fandango d'Emil-Edwin Reinert : François
- 1949 : Cinq Tulipes rouges de Jean Stelli : Albert Jacquin (La Puce)
- 1949 : Alice au pays des merveilles (Alice in Wonderland) de Marc Maurette, Lou Bonin, Dallas Bower : la voix du tailleur
- 1949 : Je n'aime que toi de Pierre Montazel : Ernest
- 1949 : La Veuve et l'Innocent d'André Cerf : Paulo
- 1949 : Marlène de Pierre de Hérain : Harris
- 1949 : Drame au Vel'd'Hiv' de Maurice Cam : La Frime
- 1949 : Branquignol de Robert Dhéry : le plombier

#### Années 1950
- 1950 : Maldonne , court métrage de Henri Verneuil
- 1950 : Justice est faite d'André Cayatte : Félix Noblet, le 5e juré
- 1950 : Ma pomme de Marc-Gilbert Sauvajon : Fricotard, le copain accordéoniste
- 1950 : Odette, agent S 23 (Odette) d'Herbert Wilcox : Apparition non créditée
- 1951 : L'Inconnue des cinq cités (épisode de Tale of five women) d'Emil-Edwin Reinert : Le frère de Jeannine
- 1951 : Si ça vous chante ou Quatre sans million (film inachevé) de Jacques Loew :
- 1951 : Les Nuits de Paris de Ralph Baum : Lulu, le fakir
- 1951 : Un sourire dans la tempête (Ein lächelm in sturm) de René Chanas : Paname
- 1951 : Moumou de René Jayet : Jules Latouche
- 1951 : Les Mousquetaires du roi, film inachevé de Marcel Aboulker et Michel Ferry : Planchet, le valet
- 1952 : Casque d'Or de Jacques Becker : Raymond
- 1952 : Le Passage de Vénus  de Maurice Gleize : Gigout
- 1952 : Le Costaud des Batignolles de Guy Lacourt (également coscénariste) : Jules
- 1952 : Les Belles de nuit  de René Clair : Roger le mécano
- 1952 : La Danseuse nue de Pierre Louis : Saulnier
- 1952 : Mon curé chez les riches d'Henri Diamant-Berger : La Goupille
- 1953 : La Tournée des grands ducs d'André Pellenc : Le garçon de café
- 1953 : Une nuit à Megève de Raoul André : Ferdinand
- 1953 : Pattes de velours (L'Incantevole nemica) de Claudio Gora : Le bistrot
- 1953 : Soyez les bienvenus ou L'Autocar en folie de Pierre Louis :
- 1953 : La Loterie du bonheur de Jean Gehret : Le mari
- 1953 : Le Chasseur de chez Maxim's d'Henri Diamant-Berger : Le garde-chasse Joseph
- 1953 : Mon frangin du Sénégal de Norbert Carbonnaux et Guy Lacourt (également scénariste) : Jules Pinson / César Pinson
- 1954 : Rendez-vous avec Paris, moyen métrage de Bernard Borderie
- 1954 : C'est... la vie parisienne d'Alfred Rode : Anatole Leduc
- 1954 : Les Corsaires du bois de Boulogne de Norbert Carbonnaux (également scénariste) : Hector Colomb
- 1954 : Ah ! les belles bacchantes de Jean Loubignac : Le plombier
- 1955 : La Cage aux souris de Jean Gourguet : Arthur dit Tutur
- 1955 : Napoléon de Sacha Guitry : Raoul Passementier (scènes supprimées)
- 1955 : Boulevards de Paris (Bedevilled) de Mitchell Leisen : Concierge
- 1955 : Casse-cou, mademoiselle de Christian Stengel : Robert
- 1955 : Chéri-Bibi (Chéri Bibi, il forzato della guigna) de Marcello Pagliero : La Ficelle
- 1955 : Tant qu'il y aura des femmes d'Edmond T. Gréville : Hervé
- 1955 : Saturnin le poète, court métrage d'animation de Jean Tourane : voix uniquement"
- 1956 : Cette sacrée gamine ou Mademoiselle Pigalle de Michel Boisrond: Jérôme
- 1956 : Rencontre à Paris de Georges Lampin : Albert
- 1956 : Mon curé chez les pauvres d'Henri Diamant-Berger : La Goupille
- 1956 : Impasse des vertus de Pierre Méré : Gilbert, dit: Patte en moins
- 1956 : Paris, Palace Hôtel d'Henri Verneuil : Soupape, le mécano
- 1956 : Les Délinquants "Délincuentes" de  Juan Fortuny : Le Caïd
- 1957 : Grand-père automobile (cs) (Dědeček automobil) d'Alfréd Radok : M. Frontenac
- 1957 : Une gosse sensass de Robert Bibal : Raymond
- 1957 : L'Ami de la famille de Jack Pinoteau (également coproducteur) : Paul Lemonnier
- 1957 : Vacances explosives ou L'aventure est sur la route de Christian Stengel : Max le Fortiche
- 1957 : Porte des Lilas de René Clair : Alphonse, le bistrot
- 1958 : Taxi, Roulotte et Corrida de André Hunebelle : Léon
- 1958 : Un certain monsieur Jo de René Jolivet : Louis
- 1958 : Le désir mène les hommes de Mick Roussel : Napoléon Lemoine
- 1958 : Les Gaîtés de l'escadrille de Georges Péclet : M. Tignasse
- 1958 : Le Tombeur de René Delacroix : James
- 1958 : Sans famille d'André Michel : M. Barberin
- 1959 : Sur deux doigts, court métrage de Jean-Claude Huysman
- 1958 : Un jour comme les autres de Paul Bordry (film resté inédit)
- 1959 : Écrire en images, court métrage de Jean Mitry
- 1959 : Guinguette de Jean Delannoy : Biscotte
- 1959 : Minuit treize (téléfilm) de Jean Vernier

#### Années 1960
- 1960 : Il était trois flibustiers (I moschettieri del mare) de Sténo : Le colonel Ortano
- 1960 : Quai du Point-du-Jour de Jean Faurez (Également scénariste et coproducteur) : Émile Dupont
- 1960 : Week-end surprise (téléfilm) d'André Leroux
- 1961 : Parlez-moi d'amour (Che femmina... e che dollari!) de Giorgio Simonelli
- 1961 : Fanny de Joshua Logan : L'Amiral
- 1961 : Mon frère Jacques (téléfilm) de Pierre Prévert : Lui-même
- 1961 : Les Mille et Une Nuits (Le meraviglie di Aladino) de Mario Bava et Henry Levin : Le magicien
- 1961 : À cheval sur le tigre A cavallo della tigre de Luigi Comencini : Le Rat, un bandit
- 1962 : Les Filles de La Rochelle de Bernard Deflandre : Pépin
- 1962 : Copacabana Palace de Sténo
- 1962 : Les Quatre Vérités sketch : Les Deux Pigeons de René Clair : Le voleur
- 1962 : L'inspecteur Leclerc enquête de Marcel Bluwal, épisode : L'inspecteur Leclerc enquête : José l'Arpince
- 1963 : La dernière porte (téléfilm) d'Abder Isker
- 1963 : L'inspecteur Leclerc enquête de Claude Barma, épisode : Bonjour Commissaire
- 1964 : La Bonne Soupe de Robert Thomas : Le portier
- 1964 : Deux Têtes folles (Paris when it sizzles) de Richard Quine : François (gangster #1)
- 1964 : Méliès, magicien de Montreuil-sous-Bois Le théâtre de la jeunesse (téléfilm) de Jean-Christophe Averty : M. Calmelo
- 1964 : Allez France ! de Robert Dhéry et Pierre Tchernia : Un supporter
- 1964 : La belle Arabelle (téléfilm) d'André Leroux
- 1964 : Pierrots des alouettes, comédie musicale télévisée de Henri Spade : le Père Mensonge
- 1965 : Le Jour d'après (Up from the beach) de Robert Parrish : Dupré
- 1966 : À la belle étoile (téléfilm sorti en salle) de Pierre Prévert : Petit Louis, un clochard
- 1966 : La maison du passeur (téléfilm) de Pierre Prévert : L'ancien combattant
- 1967 : Qui êtes-vous inspecteur Chandler ? (Troppo per vivere... poco per morire) de Michele Lupo :
- 1967 : La Vie commence à minuit (série télévisée en 10 épisodes de 26 min) d'Yvan Jouannet : Lucien
- 1967 : La Malédiction de Belphégor de Georges Combret : M. Plumme, le concierge
- 1967 : Le Point d'honneur épisode de la série télévisée Max le débonnaire de Jacques Deray
- 1967 : Façades (téléfilm) de Roger Kahane
- 1967 : La valse de monsieur Bontemps (téléfilm) d'André Teissère
- 1967 : Terrain vague (épisode du feuilleton télévisé Instit) de Pierre Laforet
- 1968 : Les Compagnons de Baal (feuilleton télévisé en 7 épisodes de 56 min) de Pierre Prévert : Diogène / Jacques Arnaud
- 1968 : Les Demoiselles de Suresnes (série télévisée en 26 épisodes de 13 min) de Pierre Goutas : Le rouspéteur
- 1968 : Ho ! de Robert Enrico : Robert
- 1969 : Que ferait donc Faber ? (feuilleton télévisé en 8 épisodes de 55 min) de Dolorès Grassian
- 1969 : Isabelle, duchesse du diable (Isabella duchessa dei diavoli) de Bruno Corbucci
- 1969 : Arbois, poulet au vin jaune (épisode de la série Trois étoiles) de Maurice Régamey et Vivian A. Cox

#### Années 1970
- 1970 : Hello-Goodbye (Hello goodbye) de Jean Negulesco
- 1970 : Ça vous arrivera demain (série télévisée en 26 épisodes de 26 min) de Jean Laviron : Raymond Martin
- 1970 : En attendant (téléfilm) de Christian Lenier et Jacques Pamart
- 1971 : Stanza 17-17 palazzo delle tasse, ufficio imposte de Michele Lupo : Leonardo Rossi
- 1971 : Macédoine (La Femme sandwich) de Jacques Scandelari : le vendeur de journaux
- 1971 : Les Quatre Pistoleros de Santa Trinita (I quattro pistoleri di Santa Trinità) de Giorgio Cristallini : le docteur Gordon
- 1971 : La Grosse Combine (Il furto è l'anima del commercio!?...) de Bruno Corbucci
- 1972 : La Malle de Hambourg (série télévisée en 10 épisodes de 60 min) de Bernard Hecht : Louis Clovis
- 1972 : Boccace raconte (Boccaccio) de Bruno Corbucci : Cagastraccio
- 1972 : Alléluia défie l'Ouest (Il West ti va stretto, amico... è arrivato Alleluja) de Giuliano Carnimeo : Sam, le vieux brocanteur
- 1972 : L'homme qui a renonçé au tabac (Mannen som slutade röka) de Tage Danielsson : L'agent français
- 1972 : Dans les jardins de Franc Nohain (documentaire télévisé) d'Alain Frey : Témoignage de R. Bussières
- 1973 : L'Autre Face du parrain (L'altra faccia del padrino) de Francesco Prosperi
- 1973 : Le Noctambule (téléfilm) de Philippe Arnal : Le gardien
- 1973 : L'Homme aux nerfs d'acier (Dio, sei proprio un padreterno!) de Michele Lupo
- 1973 : Le coffre fort de Madame Imbert (épisode du feuilleton télévisé : "Arsène Lupin") de Jean-Pierre Desagnat : l'aveugle
- 1974 : La Soupe froide de Robert Pouret : Antoine
- 1974 : Des lauriers pour Lila (série télévisée en 26 épisodes de 13 min) de Claude Grinberg : tonton Bouchard
- 1974 : Gross Paris de Gilles Grangier : le père de Jules
- 1974 : Joe et Margherito (Arrivano Joe e Margherito) de Giuseppe Colizzi : Don Sulpicone
- 1974 : Le trésor de Théo (épisode de la série : « Un curé de choc » de Philippe Arnal :
- 1974 : Le Port de Claude Santelli
- 1974 : Le Pain noir (feuilleton télévisé en huit épisodes de 100 min) de Serge Moati : Le père Baptiste
- 1974 : Nuits rouges (version cinématographique d'un feuilleton télévisé en huit épisodes de 52 min : L'Homme sans visage de Georges Franju : l'acheteur
- 1974 : Les Brigades du Tigre, épisode La confrérie des loups de Victor Vicas : L'Africain
- 1975 : L'Homme sans visage de Georges Franju (série télévisée) : l'acheteur
- 1975 : Sérieux comme le plaisir de Robert Benayoun : le pêcheur (Buster Keaton)
- 1975 : Esprits de famille (téléfilm) de Marc Pavaux : Lucien Bichois
- 1975 : Trop c'est trop de Didier Kaminka : Monsieur Taxi
- 1975 : La Vie de plaisance (téléfilm) de Pierre Gautherin : René
- 1975 : La Pluie sur la dune (téléfilm) de Serge Piollet : le journaliste
- 1975 : Tous les jours de la vie (téléfilm) de Maurice Frydland : l'homme du couple
- 1976 : Château Espérance (série télévisée en 30 épisodes de 13 min) de Pierre Gautherin : Mr Jupin
- 1976 : Dracula père et fils d'Édouard Molinaro : l'homme âgé à l'ANPE
- 1976 : L'Aile ou la Cuisse de Claude Zidi : Henri, le chauffeur
- 1976 : Chapeau melon et bottes de cuir : Henri
- 1976 : Nuit d'or de Serge Moati : Charron, un joueur
- 1976 : Jonas qui aura 25 ans en l'an 2000 d'Alain Tanner: Charles (vieux)
- 1976 : Si on avait su "court métrage documentaire" de Stanislas Choko : R. Bussières assure le commentaire
- 1976 : The lion and the unicorn (épisode du feuilleton télévisé "The new avengers") de divers réalisateurs : Henri
- 1977 : Le Gang de Jacques Deray : Cornélius, l'aubergiste
- 1977 : Drôles de zèbres de Guy Lux : Le vieux client de l'hôtel
- 1977 : Autopsie d'un complot de Mohamed Slim Riad
- 1977 : Rossel et la Commune de Paris (téléfilm) de Serge Moati : L'ouvrier Sylvain
- 1977 : Banlieue Sud-Est (téléfilm) de Gilles Grangier
- 1977 : Jacques Prévert "documentaire" de Jean Desvilles : Témoignage de R. Bussières
- 1977 : Tim (téléfilm) de Raymond Rouleau
- 1977 : Recherche dans l'intérêt des familles de Philippe Arnal : Le gendarme Teinturier
- 1977 : A perte de vie...Jacques Prévert (documentaire télévisé) de Georges Ferraro : Témoignage de R. Bussières
- 1978 : En l'autre bord de Jérôme Kanapa : Le voisin
- 1978 : La Barricade du Point-du-Jour  de René Richon : Jean-Baptiste, le maître charpentier
- 1978 : L'Argent des autres  de Christian de Chalonge : Chevalier d'Aven père
- 1978 : La Carapate de Gérard Oury : Marcel Duroc, le père de Jean-Philippe
- 1978 : Le Paradis des riches de Paul Barge : René, un retraité
- 1978 : Les Folles Aventures de Picasso "Picassos aventyr" de Tage Danielsson : R. Bussières est le narrateur
- 1979 : Subversion de Stanislav Stanojevic : Emile
- 1979 : Le Dernier mélodrame (pour la télévision, également sorti en salle) de Georges Franju : Frédéric
- 1979 : Le Mouton noir de Jean-Pierre Moscardo : Le vieux conducteur de la 2 CV
- 1979 : Les Quatre Cents Coups de Virginie (feuilleton télévisé, 6 épisodes de 50 min) de Bernard Queysanne : Edmond (ép.6)

#### Années 1980
- 1980 : L'Oasis (téléfilm) de Marcel Teulade : M. Benoît
- 1980 : Mont-Oriol d'après Guy de Maupassant de Serge Moati : Le père Clovis
- 1980 : Le Roi et l'Oiseau de Paul Grimault : Le chef de la police (voix)
- 1980 : Les Sous-doués de Claude Zidi : Gaston Pourquier
- 1980 : Mathieu, Gaston, Peluche (téléfilm) de Roland-Bernard : Le patron du café
- 1980 : Les grands seconds rôles (documentaire télévisé) d'Aline Tacvorian : Témoignage de R. Bussières
- 1981 : Le Vieil homme et la ville court métrage de Nadine Trintignant : Le vieil homme
- 1981 : Neige de Juliet Berto et Jean-Henri Roger : Pierrot Menendez
- 1981 : Le Mystère de Saint-Chorlu (téléfilm) de Claude Vajda : Fernand
- 1981 : T'es grand et puis t'oublies (téléfilm) de Serge Moati: M. Tenebrus
- 1981 : Non-Lieu (feuilleton télévisé en 4 épisodes de 52 min) de Bruno Gantillon : Le vieux Desmartine
- 1981 : La Vie fantastique des figures peintes (feuilleton télévisé) : Lazare (segment La Nuit de Lazare) de Jean-Jacques Sirkis
- 1981 : On l'appelait l'Américain (épisode du feuilleton télévisé : L'œil dans la nuit) de Jean-Pierre Richard :
- 1982 : Marche au pas ! (Porca vacca) de Pasquale Festa Campanile :
- 1982 : Le Bourrier (téléfilm) de Joseph Drimal : Pique-Feu
- 1982 : Invitation au voyage de Peter Del Monte : Le vieil homme
- 1982 : Les Cinq Dernières Minutes de Gérard Gozlan, épisode Dynamite et compagnie : M. Donat

### Scénariste
- 1952 : Le Costaud des Batignolles
- 1953 : Mon frangin du Sénégal
- 1953 : Les Corsaires du bois de Boulogne
- 1960 : Quai du Point-du-Jour

### Producteur
- 1957 : L'Ami de la famille
- 1960 : Quai du Point-du-Jour

## Théâtre
- 1941 : Une femme qu'a le cœur trop petit de et mise en scène Fernand Crommelynck, théâtre de l'Œuvre
- 1943 : L'École des faisans de Paul Nivoix, théâtre de l'Avenue
- 1948 : Les Branquignols : lyrics Francis Blanche, musique Gérard Calvi, premier spectacle au théâtre La Bruyère * 1955 : Orvet de et mise en scène Jean Renoir, théâtre de la Renaissance
- 1957 : Une femme trop honnête d'Armand Salacrou, mise en scène Georges Vitaly, théâtre royal des Galeries
- 1967 : Les escrocs de Madame de Frédéric Valmain, mise en scène Dominique Nohain, théâtre Charles de Rochefort
- 1970 : Le Cœur sous le paillasson de Harold Brooke et Kay Bannerman, mise en scène Michel Vocoret, théâtre des Nouveautés
- 1972 : Cantique des cantiques de Jean Giraudoux, mise en scène Pierre Franck, Festival de Bellac
- 1975 : L'Arrestation de Jean Anouilh, mise en scène Jean Anouilh et Roland Piétri, théâtre de l'Athénée

## Hommage

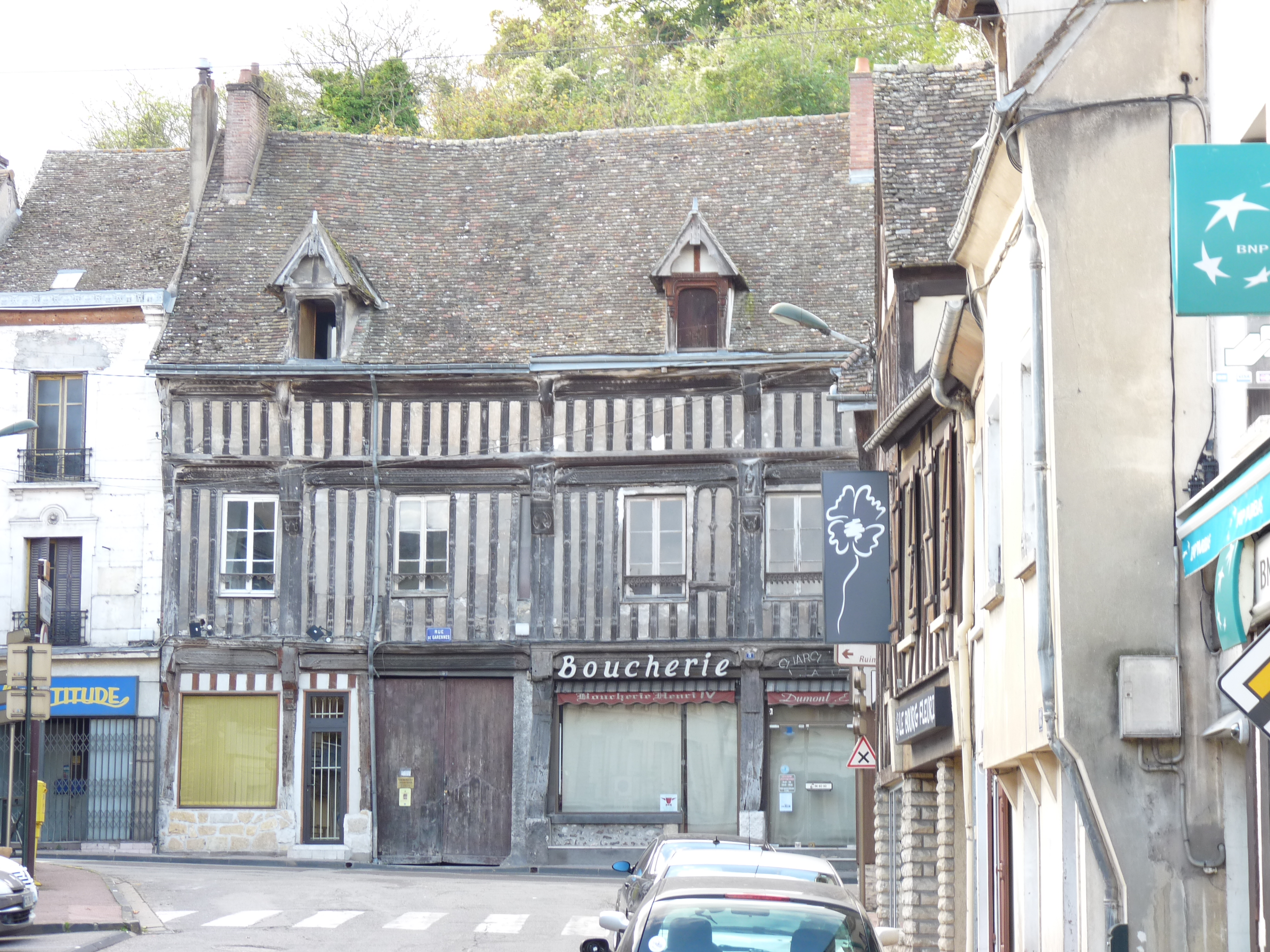
Raymond Bussières est né à proximité de la Maison Henri IV à Ivry-la-Bataille

L'association Les marches normandes consacre à l'acteur une exposition dans l'ancienne distillerie d'Ivry-la-Bataille pour ensuite faire procéder à la pose d'une plaque commémorative sur la façade de sa maison natale, située non loin de la maison Henri IV, dans cette même commune, le 18 novembre 2019.

### Préface
- Fernande Bussières, Paul Vaillant-Couturier ou Histoire d'une amitié, préfacé par Raymond Bussières. Subervie Ed. 1979